# Faglia del Cerro Prieto
La faglia del Cerro Prieto è una delle faglie trasformi a movimento laterale destro presenti nella parte settentrionale della Bassa California. La faglia si estende tra il centro di espansione del Cerro Prieto, a sud ovest di Mexicali e il bacino di Wagner, nella parte settentrionale del Golfo di California. La faglia fa parte della dorsale del Pacifico orientale, la cui parte settentrionale ha formato il Golfo di California, letteralmente separando la penisola di Bassa California dal Messico.
Studi sismologici hanno individuato una sequenza lineare di ipocentri a nord-ovest del Cerro Prieto, interpretando ciò come una continuazione della faglia del Cerro Prieto per circa 45 km verso nord-ovest, fino ad arrivare di 7 km oltre l'attuale confine internazionale tra Messico e Stati Uniti d'America.